# Лапел (Индијана)
Лапел (енгл. Lapel) град је у америчкој савезној држави Индијана.

## Демографија
По попису из 2010. године број становника је 2.068, што је 213 (11,5%) становника више него 2000. године.
| Група             | 2000.         | 2010.         |
| Белци             | 1.830 (98,7%) | 2.003 (96,9%) |
| Афроамериканци    | 1 (0,1%)      | 4 (0,2%)      |
| Азијати           | 1 (0,1%)      | 5 (0,2%)      |
| Хиспаноамериканци | 8 (0,4%)      | 17 (0,8%)     |
| Укупно            | 1.855         | 2.068         |